# Бедюхова дача
Урочище “Бедюхова Дача”

## Загальний опис
Назва походить з часів коли у передмісті міста Ромен нотаріус Бедюх Георгій Якимович збудував собі дачу в цьому місті та заклав парк. У дачну ділянку входила як сама садиба нотаріуса, так і інші будівлі. Центральне місце займає головна садиба нотаріуса, збудована 1905 року, та що є пам’яткою архітектури місцевого значення. А на основі літніх будиночків пана поруч з р. Роменкою, з 1961 року облаштований комплекс оздоровчого дитячого табору “Вогник”.
Про Георгія Бедюха відомо, що працюючи в місті Ромен він обслуговував Іллінську ярмарку (тобто посвідчував угоди, що укладались під час неї, векселі, кредитні операції), яка, треба відзначити, свого часу була найбільшою не лише в Полтавській губернії, а взагалі в Російській імперії. Окрім того він також обслуговував відомих цукрових магнатів Терещенків та Харитоненків.
Станом на 1871 рік в у списку посадових осіб Полтавської губернії по м.Ромен значиться старший нотаріус колезький секретар Бедюх Георгій Якимович.

## Географія
Територіально знаходиться між містом Ромни і селом Овлаші на узберіжжі річки Роменка . Координати 50°46'02.5"N 33°26'44.1"E

## Радянські часи
За часів радянського союзу на території урочища "Бедюхова дача" був розбитий літній піонерський табір для оздоовлення дітей. Він містив три загони різного віку в окремих будинках, і загальну їдальню.

## Теперішній час
З 2008 року зареєстровано "Позаміський дитячий заклад оздоровлення та відпочинку Вогник" .
В літку 2021 року тут проводились туристичні змагання серед учнів шкіл.